# Giuseppe Gaudenzio Mazzola
Giuseppe Gaudenzio Mazzola (Valduggia, 5 dicembre 1748 – Milano, 24 novembre 1838) è stato un pittore italiano.

## Biografia

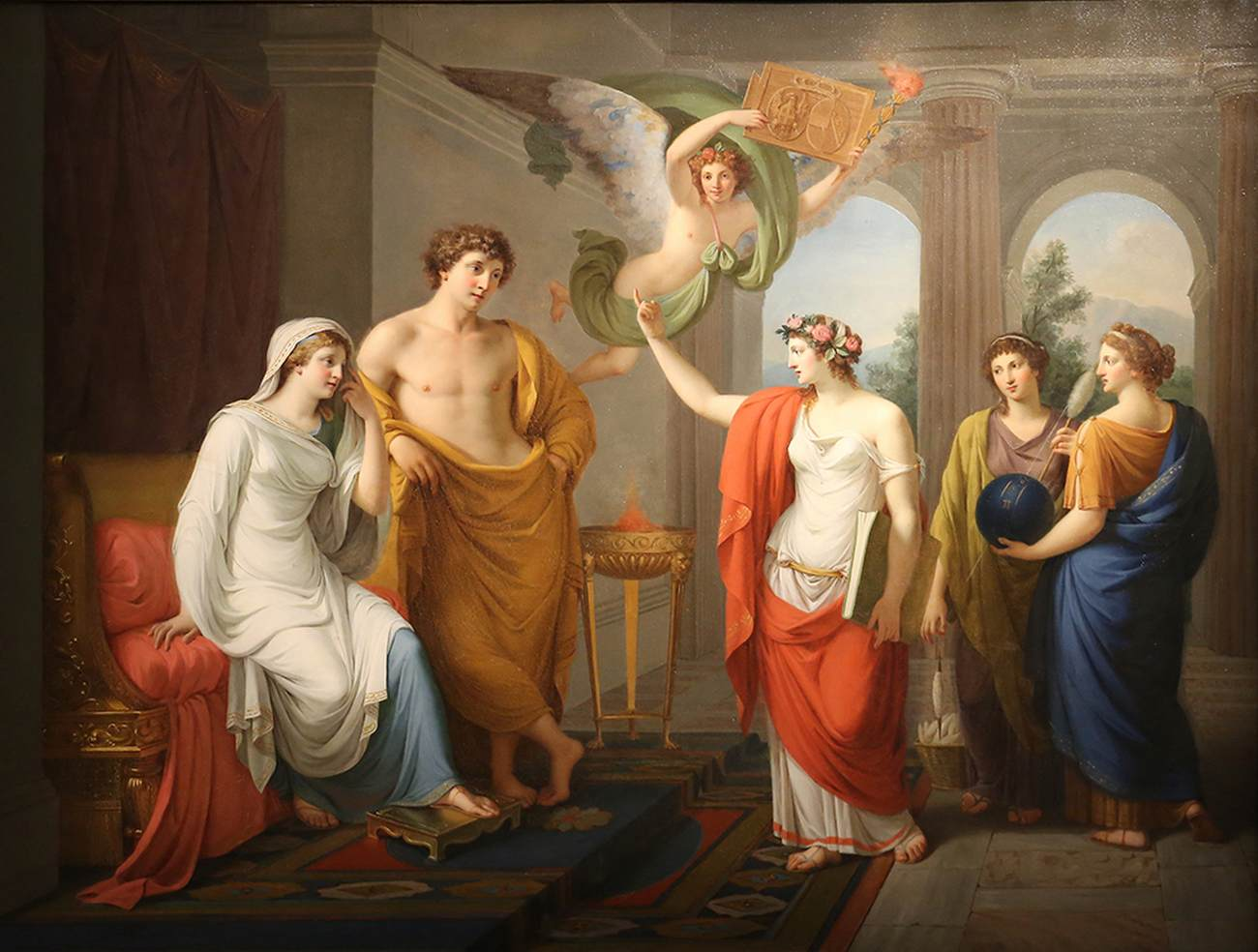
Nozze di Peleo e Teti, Galleria Sabauda, Torino

Figlio di Giovanni Battista Mazzola e di Angela Bocciolone, compie i primi studi a Zuccaro frazione di Valduggia presso uno zio parroco e viene inserito dal padre nell'impresa di famiglia, una ultracentenaria (già all'epoca) fonderia di campane.
Nel 1767 incontra Giovanni Battista Cantalupi, il suo futuro maestro, che sta eseguendo degli affreschi presso la Chiesa di Santa Maria Assunta di Invozio a Valduggia, situata a poche centinaia di metri dalla sua fonderia. Notando l'interesse del Mazzola alle tecniche di esecuzione degli affreschi, il Cantalupi gli concede di aiutarlo.
Vinte le resistenze del padre Giovanni Battista, il Cantalupi porta il Mazzola con sé a Miasino, sul Lago d'Orta, per insegnargli le basi della pittura. Dopo un periodo al lago, il Mazzola nel 1768 torna in Valsesia per approfondire le tecniche di disegno e si reca a Varallo.
Nel 1769 si trasferisce per alcuni mesi a Milano, presso lo studio del pittore Martin Knoller.
Nel 1770 si trasferisce a Parma, per studiare all'Accademia delle Belle Arti, dove già anche il suo maestro Cantalupi era stato insegnante, e si perfeziona nella copia delle opere di Correggio.
Nel 1774 si trasferisce a Torino, dove conosce il Conte di Favria, che fa conoscere il Mazzola alla corte del Re Vittorio Amedeo III.
Nel 1775 gli viene affidato l'incarico di dipingere una Sacra Famiglia per Marianna di Savoia, moglie del Duca del Chiablese. Dopo questo primo dipinto, altri nobili della Corte sabauda commissionano al Mazzola alcuni ritratti.
Nel 1777 parte alla volta di Roma, dove viene raccomandato al cardinale Alessandro Albani, mecenate romano. Il cardinale Albani, visionata una Sacra Famiglia del Mazzola, lo presenta ad un suo protetto, il pittore Anton Raphael Mengs, che lo prende come allievo.
Mazzola dipinge il Ritratto di Pio V su commissione del sindaco di Alessandria.
Nel 1779 Mengs muore ed il Mazzola diviene allievo di Anton von Maron.
Assalito da forti febbri, nel 1782 il Mazzola torna a Valduggia per ristabilirsi; tornato a Roma nel 1783, gli vengono commissionati diversi dipinti.
Nel 1785 a Roma, nel Pantheon, espone il dipinto Assunzione della Vergine, destinato alla chiesa parrocchiale di Grignasco.
In occasione del matrimonio tra Vittorio Emanuele, Duca d'Aosta, e Maria Teresa d'Asburgo, avvenuto nel 1789, dipinge Nozze di Peleo e Teti.
Sempre nel 1789, il 7 luglio, a Torino viene nominato pittore di corte.
Ottiene diverse commissioni a Novara, Varallo, Biella e nel 1793, durante un viaggio a Milano, dipinge il Ritratto di Giuseppe Parini.
Con l'arrivo a Torino dei francesi nel 1798, torna a Valduggia, dove dipinge per committenti locali.
Nel 1800 si reca a Milano e viene ammesso nel corpo accademico dell'Accademia di belle arti di Brera.
Nel 1804, per uno sforzo causato maneggiando un quadro, e per una cura mal consigliata, si vede costretto a farsi amputare l'avambraccio destro.
Appena quaranta giorni dopo l'amputazione, il Mazzola riprende a dipingere con la mano sinistra. Dipinge un Autoritratto che dona all'Accademia di Brera.
Nel 1805 Napoleone prende visione di alcune opere del Mazzola ed ha modo di apprezzarle, tanto che il viceré Eugenio di Beauharnais lo nomina professore di colorito all'Accademia di Brera e vicedirettore delle Regie Gallerie.
Nel 1809 torna a Valduggia e modifica il Ritratto dell'avvocato Renato Perdomi, ora conservato nel Municipio di Valduggia, il primo lavoro compiuto dopo l'amputazione della mano destra.
Nel frattempo, a Milano continua a dipingere molte commissioni private.
Nel 1828 Carlo Felice lo nomina membro estero dell'Accademia di Belle Arti di Torino.
Nel 1829 dipinge il suo ultimo dipinto, una Madonna che dona alla Contessa di Masino.
Il 24 novembre 1838 muore a Milano, all'età di ottantanove anni e viene sepolto nel cimitero di Porta Comasina.

## Opere
- Ritratto di Pio V,
- Ritratto di Giuseppe Parini (pastello del 1793),
- Pala per l'altare maggiore della Chiesa di San Michele Arcangelo[1]